# Téléphérique d'Eyüp
 (mars 2025).

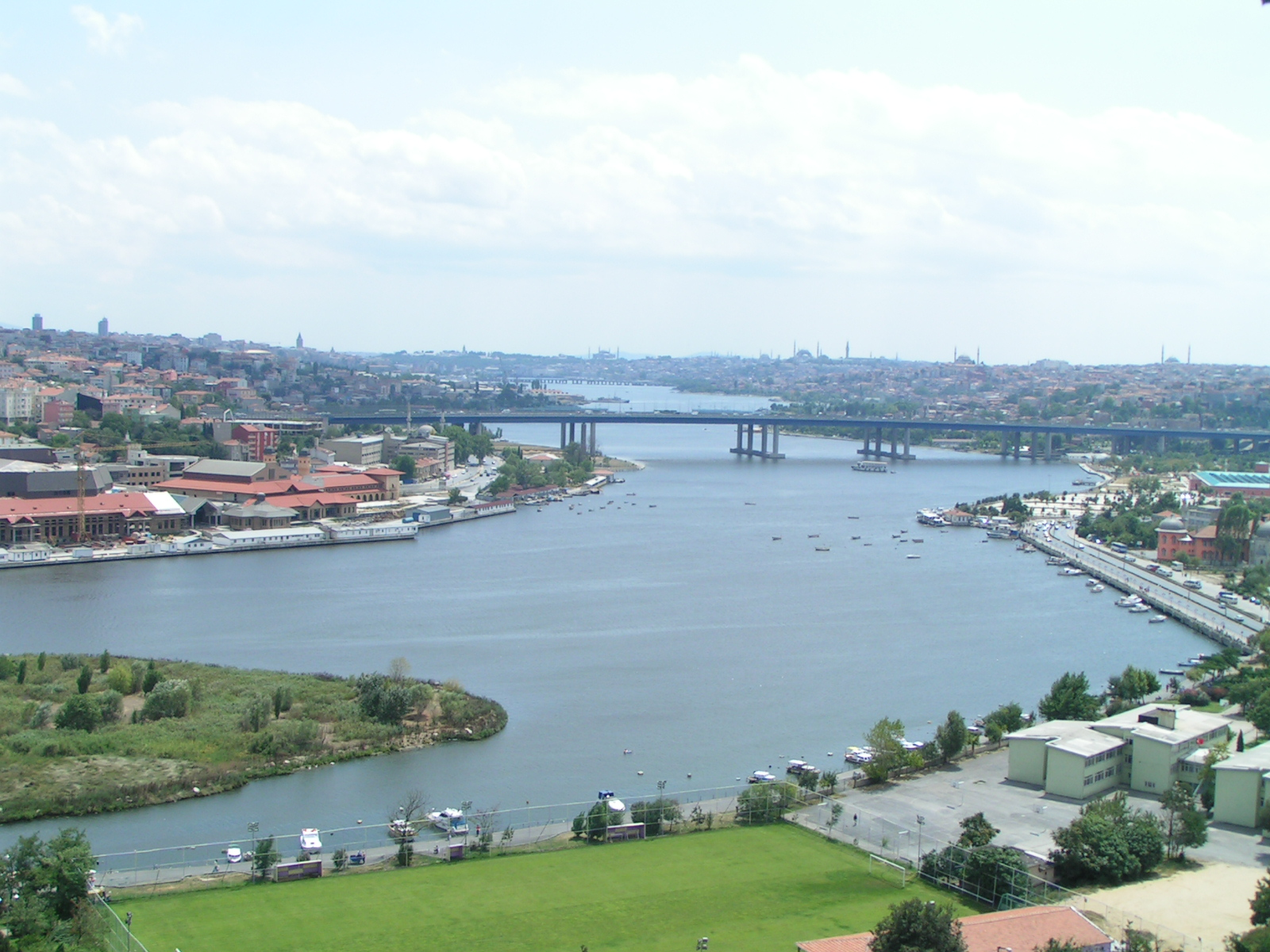
La Corne d'Or vue depuis Piyerloti.

Le téléphérique d'Eyüp, ou télécabine Eyüp-Piyerloti, (en turc TF2 Eyüp-Piyerloti teleferik hatti) est une ligne de téléphérique située dans le quartier d'Eyüp à Istanbul, en Turquie. Ouverte le 30 novembre 2005, la ligne longue de 420 mètres  dessert la colline de Piyerloti depuis Eyüp sur la côte de la Corne d'Or. Il est exploité sous le numéro de ligne TF2 par le métro d'Istanbul. Le tarif est payé avec la carte à puce sans contact Istanbulkart, valable pour tous les transports publics d'Istanbul.
La vitesse moyenne de la ligne est de 4 m/seconde. Deux ensembles de deux transporteurs unidirectionnels de type GFR8 peuvent chacun transporter huit passagers,.
La station de base est située sur la côte de la Corne d'Or. La gare d'Eyüp propose un parking aux visiteurs. La gare de retour est située en face du Café Pierre Loti.

## Caractéristiques
- Longueur de la ligne : 384 m
- Nombre de stations : 2
- Nombre de cabines : 4
- Durée du trajet : 3 minutes
- Horaires d'ouverture : 8h00 - 23h00 (saison estivale), 8h00 - 22h00 (saison hivernale)
- Fréquentation quotidienne : 4 000 passagers par jour
- Nombre de déplacements quotidiens : 200
- Fréquence : 5 minutes aux heures de pointe
- Vitesse commerciale : 4 m/s
- Capacité de charge maximale par cabine simple (8 personnes) : 650 kg
- Capacité de transport : 576 passagers par heure
- Durée du trajet (départ d'une station et l'arrêt à l'autre) : 165 secondes
- Nombre moyen de trajets par heure : 18

## Stations
| Non | Gare       | District   | Transfert                                                       | Remarques                                                                                            |
| --- | ---------- | ---------- | --------------------------------------------------------------- | --- |
| 1   | Eyüp       | Eyüpsultan | (Gare d'Eyüp) Bus İETT : 37M, 48A, 50B, 50R, 50K, 50V, 50Y, 86V | Mosquée Eyüp Sultan・Cimetière Eyüp Sultan --- À environ 450 mètres à pied de la jetée d'Eyüpsultan. |
| 2   | Piyer Loti | Eyüpsultan | Bus İETT :                                                      | Colline Pierre Loti                                                                                  |

## Colline de Pierre Loti (Piyerloti)
La ligne de télécabine a été construite pour permettre aux touristes locaux et étrangers d'accéder facilement à la colline de Piyerloti en évitant de traverser le grand cimetière d'Eyüp à flanc de colline. À 53 m d'altitude, la colline Piyerloti doit son nom à l'officier de marine, romancier et orientaliste français Pierre Loti (1850–1923), qui avait l'habitude de visiter le site pendant son séjour à Istanbul. Le café historique Rabia Kadın, au sommet de la colline, où il avait l'habitude de boire du café turc, a ensuite été rebaptisé en son honneur. Un autre établissement sur la colline, dont le nom le rappelle, est un restaurant nommé d'après son roman Aziyadé, qui est le nom du personnage principal en tant que femme ottomane. Il y a six manoirs historiques sur la colline, qui ont été restaurés en 2000 et transformés en hôtels d'une capacité de 130 lits dans 68 chambres au total.